# Sergej Bobrovskij
Sergej Andreevič Bobrovskij (in russo Сергей Андреевич Бобровский?; Novokuzneck, 20 settembre 1988) è un hockeista su ghiaccio russo professionista, che gioca nel ruolo di portiere. Dalla stagione 2012-13 gioca nella National Hockey League, attualmente in forza alla squadra dei Florida Panthers.

## Carriera

### Philadelphia Flyers
Dopo aver a lungo giocato in KHL con il Metallurg Novokuzneck, squadra della sua città natale, fu acquisito dai Philadelphia Flyers, franchigia della National Hockey League con cui firmò, il 6 maggio 2010, un contratto di tre anni. In precedenza Bobrovskij non era stato scelto al Draft NHL poiché vi erano problemi a mettere sotto contratto giocatori russi, come spiegò il general manager della squadra statunitense Paul Holmgren. Un buon precampionato e l'infortunio di Michael Leighton gli permisero di disputare da titolare la prima gara della stagione 2010-2011, così debuttò in NHL il 7 ottobre in casa dei Pittsburgh Penguins, ottenendo anche la sua prima vittoria negli Stati Uniti, dato che i Flyers si imposero per 3-2. La sua stagione da rookie fu esaltante, ottenne infatti 28 vittorie e mantenne una percentuale di parata del 91,5%. Tuttavia, le cattive prestazioni nei playoff gli fecero perdere il posto da titolare in favore di Brian Boucher. Disputò così la stagione successiva da backup di Il'ja Bryzgalov, acquistato prima dell'inizio del campionato, in cui scese in campo 29 volte, ottenendo 14 vittorie.

### Columbus Blue Jackets
Il 22 giugno 2012 Bobrovskij passò ai Columbus Blue Jackets in cambio di una scelta nel secondo round ed una nel quarto nell'NHL Entry Draft 2012 ed una scelta nel quarto turno dei Phoenix Coyotes in quello del 2013. A causa del lock out, giocò la prima parte di stagione con i russi dello SKA San Pietroburgo, per poi tornare nell'Ohio alla riapertura del campionato. Bobrovskij prese il posto da titolare ai danni di Steve Mason (poi ceduto ai Flyers) e terminò la stagione con 38 gare giocate, 21 vittorie, 4 shutout ed una percentuale di parate del 93,2%, la seconda migliore della lega; i Blue Jackets mancarono i playoff pur giungendo a pari punti con i Minnesota Wild ottavi in classifica. Nonostante ciò, ha vinto il Vezina Trophy come miglior portiere stagionale del campionato. Nella stagione successiva, i Blue Jackets sono invece riusciti a raggiungere i playoff, nonostante Bobrovskij abbia subito un infortunio nel mese di dicembre e che lo ha tenuto fuori per un mese. Tuttavia, sono stati eliminati in 5 gare dai Pittsburgh Penguins.
Nella stagione 2016-2017, dopo aver condotto la sua squadra sino ai playoff, ha nuovamente vinto il Vezina Trophy, con un impressionante record di 41 vittorie in 63 gare di regular season e ben 7 shutout.
Un record di 37–22–6 nella stagione 2017-2018 fu sufficiente per portare i Blue Jackets ai playoff come settima testa di serie della Eastern Conference. L'incontrarono i Washington Capitals futuri vincitori della Stanley Cup nel primo turno perdendo in sei partite Bobrovsky ebbe 3,18 goal goal contro la media nei playoff.
I Blue Jackets si qualificarono per i playoff anche l’anno successivo come ottava e ultima testa di serie della Eastern Conference, grazie anche alle 37 vittorie di Bobrovsky. Lì batterono a sorpresa i vincitori del Presidents' Trophy, i Tampa Bay Lightning, vincendo per quattro gare a zero. Fu la prima serie di playoff vinta nella storia della sport. Nel secondo turno persero in sei gare contro i Boston Bruins. Bobrovsky ebbe 2,41 goal contro la media e .925 di parate durante i playoff.

### Florida Panthers
Il 1º luglio 2019 Bobrovsky firmò un contratto di sette anni del valore di 70 milioni di dollari con i Florida Panthers. Il 10 febbraio 2020 disputò la sua 500ª gara nella NHL nella sconfitta per 4–1 contro i Philadelphia Flyers. Durante quella stagione faticò, con un record di 23–16–9 in 50 partite nella stagione regolare 2019–20 prima che fosse interrotta per la pandemia di COVID-19. I suoi 3,23 di GAA e .900 di parate furono i suoi peggiori risultati dalla stagione 2011–12, l’anno prima di unirsi ai Blue Jackets. Partì come titolare in tutte le quattro gare del turno di qualificazione per i playoff contro i New York Islanders, subendo 12 gol nella sconfitta per tre gare a uno.

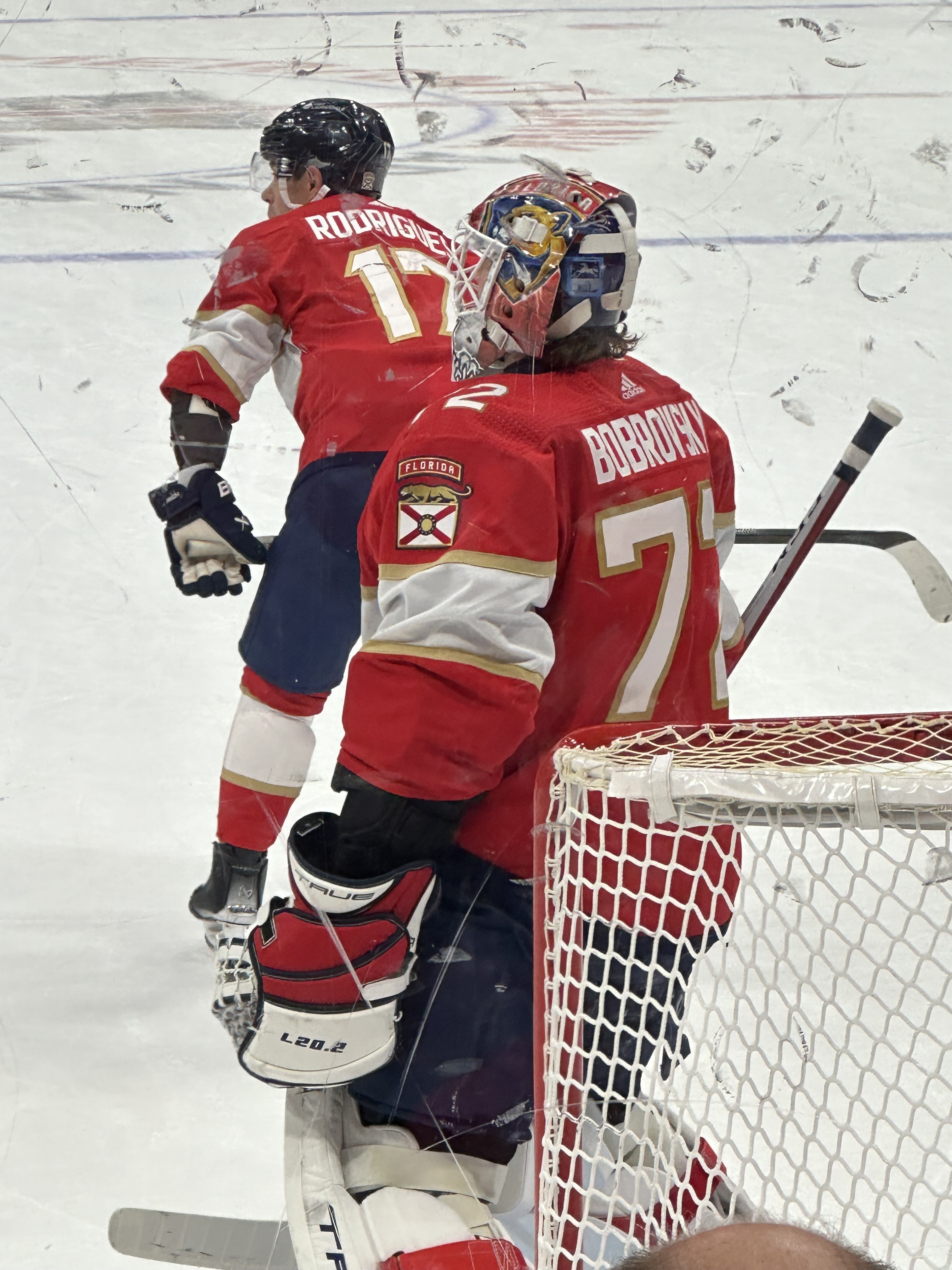
Sergei Bobrovsky con i Florida Panthers contro i Red Wings nel gennaio 2024

Nella stagione 2020-21 Bobrovsky ebbe un record di 19–8–2 con 2,91 di GAA e .906 di parate, migliorando i risultati dell’anno precedente ma nei playoff i Panthers persero nel primo turno contro i Lightnin, con il portiere che ebbe una percentuale di parate di .841 in tre partite, prima di venire sostituito dalla riserva Chris Driedger. Dopo due stagioni con risultati deludenti, il contratto di Bobrovsky con i Panthers divenne oggetto di considerevole dibattito per il suo alto valore. La stagione regolare 2021-2022 vide un cambio di rotta per Bobrovsky, che guidò la lega in vittorie (39) con i Panthers che vinsero il Presidents' Trophy come migliore squadra della stagione regolare. Nei playoff batterono i Washington Capitals nel primo, la prima serie vincente della squadra dal 1996. Nel secondo turno persero quattro gare a zero contro i Lightning. Nei mesi successive vi furono speculazioni che i Panthers potessero svincolare o scambiare il portiere per risparmiare sul salary cap.
La stagione 2022-23 non iniziò bene per Bobrovsky e per tutta la squadra, con voci che potesse perdere il ruolo di titolare in favore di Spencer Knight. Tuttavia tornò gradualmente in forma mentre Knight lasciò temporaneamente la squadra per problemi fisici non rivelati. Bobrovsky nel finale di stagione fu colpito dalla febbre, portando a un certo punto il portiere della AHL Alex Lyon a essere schierato come titolare per la squadra che raggiunse. Bobrovsky lodò Lyon, dicendo che "ha praticamente salvato la nostra stagione." Lyon continuò a partire come titolare dopo che Bobrovsky fece ritorno nel sport, incluse le prime partite di playoff contro i Boston Bruins vincitori del President’s Trophy. Tuttavia, con in vantaggio per due gare a uno, l’allenatore Paul Maurice optò per ritorno in porta di Bobrovsky, affermando di avere visto Lyon affaticato. I Panthers furono sconfitti in gara 4, giungendo a un passo dall’eliminazione. Le fortune di Bobrovsky cambiarono immediatamente dopo, portando la squadra a tre vittorie consecutive per eliminare i Bruins, che erano favoriti per vincere la Stanley Cup. Nel secondo turno i Panthers affrontarono i Toronto Maple Leafs, vincendo la serie in cinque partite e qualificandosi per la finale della Eastern Conference contro i Carolina Hurricanes. La prima partita si protrasse per quattro tempi supplementari, con Bobrovsky e il portiere degli Hurricanes Frederik Andersen che vennero lodati per le loro prestazioni, prima che i Panthers prevalessero nei secondi finali del settimo periodo di gioco. All’epoca si trattò della sesta gara più lunga della storia della NHL. In gara 3 fece registrare il suo primo shutout nei playoff, in cui i Panthers vinsero per 3-0. Alla fine Florida vinse la serie in quattro gare con Bobrovsky che parò 174 tiri su 180, per una percentuale di .966. Bobrovsky faticò nella finale della Stanley Cup contro i Vegas Golden Knights, venendo sostituito in gara 2 dopo avere subito quattro gol e i Panthers alla fine furono sconfitti in cinque gare.
Bobrovsky ebbe una stagione di successo nel 2023-2024, con i Panthers che subirono solo 200 gol in 82 gare, il secondo minimo della lega dopo i 199 dei Winnipeg Jets. Bobrovsky fu finalista del Vezina Trophy per la terza volta in carriera. I Panthers giunsero per il secondo anno consecutivo alla finale della Stanley Cup contro gli Edmonton Oilers, portandosi in vantaggio per tre gare a zero, con il portiere che non subì alcun gol in gara 1. Gli Oilers però rimontarono e vinsero tre gare consecutive fino al trionfo di Florida in gara 7, con Bobrovsky che vinse la sua prima Stanley Cup e fu il secondo giocatore a sollevare il trofeo dopo il capitano Aleksander Barkov.

## Palmarès
- Stanley Cup: 2

Florida Panthers: 2023-2024, 2024-2025